# مارک‌گرونینگن
شهر مارک‌گرونینگن (به آلمانی: Markgröningen) در ایالت بادن-وورتمبرگ در کشور آلمان واقع شده‌است.